# Guillermo Rey Terry
Guillermo Rey Terry (Lima, 1927 - Lima, 1 de abril de 2004) fue un abogado peruano. Fue magistrado del Tribunal Constitucional y Presidente del mismo en 2002.

## Biografía
Hijo de Guillermo Rey Lama y Graciela Terry y García. Fue nieto del político Guillermo Rey Torres-Valdivia.
Se graduó en la facultad de Derecho y Ciencias Políticas de la Universidad Nacional Mayor de San Marcos en dónde obtuvo el grado de bachiller en derecho con la tesis titulada El derecho de Representación Sucesoria en el Código Civil peruano, la cual fue aprobada con unanimidad y felicitación. Rey Terry obtuvo también el título de abogado en dicha casa de estudios. Realizó estudios de posgrado en la Universidad de Roma.
Fue miembro del Jurado Nacional de Elecciones (JNE) en representación de las Universidades Privadas del Perú.
Fue decano de la Facultad de Derecho y Ciencias Políticas de la Universidad de San Martín de Porres.
Falleció en Lima en abril de 2004 tras un paro cardíaco.

## Magistrado del Tribunal Constitucional
En junio de 1996 fue elegido como magistrado del Tribunal Constitucional por el Congreso de la República.

### Destitución y reincorporación
El Presidente Alberto Fujimori que había sido elegido en 1990 y reelegido en 1995, inició una campaña para buscar una reelección para el año 2000, a pesar de que la constitución de 1993 solo permitía una única reelección. En agosto de 1996 el congreso aprobó la ley N.º 26657 o también llamada de Interpretación Auténtica en la cual se facultaba al presidente a postular una tercera vez. Ante ello, el Colegio de Abogados de Lima presentó una demanda de inconstitucionalidad ante el Tribunal Constitucional.
En diciembre de 1996, el magistrado Rey Terry preparó una ponencia, la cual fue aprobada con cinco votos a favor y dos en contra. El fallo declaraba la inaplicabilidad de la norma y no su inconstitucionalidad. Sin embargo, dos magistrados solicitaron una nueva votación debido a presiones.
En enero de 1997, el Tribunal constitucional declaró la ley como inaplicable para el presidente Fujimori. El Congreso de entonces creó una comisión investigadora que acusó a los magistrados Aguirre Roca, Rey Terry y Revoredo Marsano. En mayo de 1997 los magistrados fueron destituidos por el Congreso de la República.
Tras diversas acciones por parte de los magistrados destituidos en la justicia supranacional, estos fueron reincorporados al Tribunal Constitucional en 2000.
Fue presidente del Tribunal Constitucional en 2002.